# Megalophanes stetinensis
Megalophanes stetinensis är en fjärilsart som beskrevs av Erich Martin Hering 1846. Megalophanes stetinensis ingår i släktet Megalophanes och familjen säckspinnare. Inga underarter finns listade i Catalogue of Life.